# Samsung Galaxy A50
Samsung Galaxy А50 та Samsung Galaxy A50s — смартфони середнього рівня компанії Samsung Electronics, що входять до серії Galaxy А. Samsung Galaxy A50 було анонсовано 25 лютого 2019 року разом із Samsung Galaxy A30, а Samsung Galaxy A50s — 22 серпня того ж року разом із Samsung Galaxy A30s. Основними відмінностями між смартфонами є система на кристалі, камери та оформлення задньої панелі.

## Дизайн

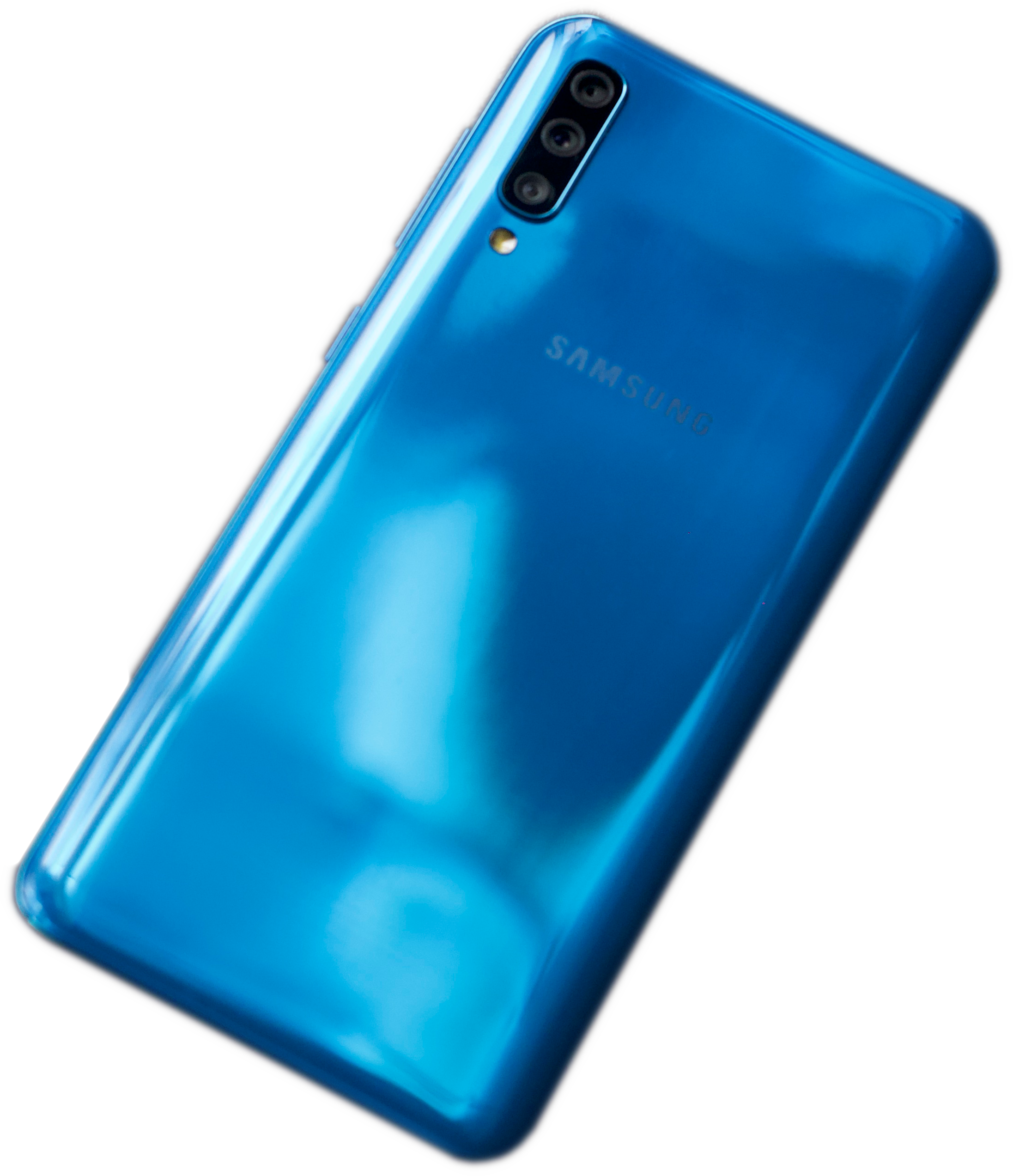
Задня панель Galaxy A50 в синьому кольорі

Передня панель виконана зі скла Corning Gorilla Glass 3, а задня — з глянцевого пластику, який має призматичний візерунок в Galaxy A50s. Рамка також виконана з глянцевого пластику.
Знизу знаходяться роз'єми 3,5 мм аудіо і USB-C, мікрофон та динамік, зверху — додатковий мікрофон, зліва — залежно від регіону лоток зі слотами під 1 або 2 SIM-картки і карту пам'яті, а справа — гойдалка регулювання гучності та кнопка блокування.
На українському ринку Galaxy A50 представлений у 3 кольорах: чорному, білому та синьому. Також в деяких інших країнах пристрій був доступний в кораловому кольорі.
Galaxy A50s був представлений в 4 кольорах: Prism Crush Black (чорний), Prism Crush White (білий), Prism Crush Green (бірюзовий) та Prism Crush Violet (фіолетовий).

## Технічні характеристики

### Апаратне забезпечення
Galaxy A50 обладнаний системою на кристалі Samsung Exynos 9610, а Galaxy A50s — Exynos 9611, які включають графічний процесор Mali-G72 MP3. Galaxy A50 був доступний в конфігураціях 4/64 ГБ, 6/64 ГБ, 4/128 ГБ та 6/128 ГБ, а Galaxy A50s — 4/64 ГБ, 4/128 ГБ та 6/128 ГБ. Смартфони використовують оперативну пам'ять типу LPDDR4X та пам'ять постійного зберігання типу UFS 2.1. Пам'ять можна збільшити завдяки картці microSD до 512 ГБ.
Смартфони отримали незнімний літій-полімерний акумулятор ємністю 4000 мА·год і функцією швидкісного заряджання потужністю до 15 Вт.
Пристрої мають 6,4-дюймовий дисплей Infinity-U (із U-подібним вирізом) типу Super AMOLED з роздільною здатністю Full HD+ (1080 × 2340 пікселів), співвідношенням сторін 19,5:9 і щільністю пікселів 403 ppi. Також під дисплей вбудовано оптичний сканер відбитків пальців.
Пристрої отримали основну потрійну камеру із ширококутним об'єктивом на 25 Мп з діафрагмою f/1.7 і фазовим автофокусом в Galaxy A50 або на 48 Мп з діафрагмою f/2.0 і фазовим автофокусом в Galaxy A50s, надширококутним об'єктивом на 8 Мп з діафрагмою f/2.2 та сенсором глибини на 5 Мп з діафрагмою f/2.2. Також Galaxy A50 отримав передню камеру на 25 Мп з діафрагмою f/2.0, а Galaxy A50s — на 32 Мп з діафрагмою f/2.0. Galaxy A50 вміє записувати відео в роздільній здатності 1080p (30 к/с), а Galaxy A50s —  4K (30 к/с).

### Програмне забезпечення
Galaxy A50 з коробки працює на фірмовій оболонці One UI 1.1, а Galaxy A50s — One UI 1.5. Обидві оболонки побудовані на базі Android 9 Pie.
В червні вийшло оновлення для Galaxy A50, яке вирішило проблему запису відео в уповільненому режимі, А в липні оновлення виправило деякі проблеми безпеки.
В смартфонах, на відміну від попередніх моделей серії Galaxy A, є функція Always-On Display.

## Продажі
За даними компанії Samsung, кількість продажі їхніх смартфонів значно виросла у другій половині 2019 року саме за рахунок моделей А50 та А70.